# Koji Seki
Koji Seki (関 浩二 Seki Koji?), född 26 juni 1972 i Tokyo prefektur, är en japansk före detta fotbollsspelare.
Seki började sin karriär 1990 i Yomiuri (Verdy Kawasaki). Efter Verdy Kawasaki spelade han för Tokyo Gas, Bellmare Hiratsuka och Consadole Sapporo. Han avslutade karriären 1999.